# Khoảng cách hợp lý
Khoảng cách hợp lý (tiếng Anh: Decent interval) là một thuyết sử học liên quan đến sự kết thúc của Chiến tranh Việt Nam. Thuyết này cho rằng từ năm 1971 hoặc 1972, Chính quyền Nixon đã từ bỏ mục tiêu duy trì Việt Nam Cộng hòa, mà thay vào đó, tìm cách tạo ra một "khoảng cách hợp lý" (hay một khoảng thời gian phù hợp) giữa việc rút quân và sự sụp đổ của chính thể ở miền Nam Việt Nam nhằm bảo toàn danh dự của mình. Từ đó, Nixon có thể tránh khỏi việc trở thành tổng thống Hoa Kỳ đầu tiên thua trận.
Nhiều bằng chứng từ các băng ghi âm của Nixon và tư liệu về các cuộc gặp của ông với các nhà lãnh đạo nước ngoài, bao gồm phát ngôn của Henry Kissinger trước Hiệp định Hòa bình Paris năm 1973 rằng "những điều khoản của chúng ta rốt cuộc sẽ tiêu diệt ông ấy" ("ông ấy" ở đây tức là Tổng thống Việt Nam Cộng hòa Nguyễn Văn Thiệu), đã được trích dẫn để củng cố thuyết này. Tuy nhiên, bản thân Kissinger và Nixon đều phủ nhận rằng tồn tại một chiến lược như vậy.

## Bối cảnh
Vào cuối năm 1970 hoặc đầu năm 1971, Tổng thống Richard Nixon và Cố vấn An ninh Quốc gia của ông là Henry Kissinger đã "từ bỏ hy vọng về một chiến thắng quân sự" trong Chiến tranh Việt Nam. Càng ngày, họ càng đặt câu hỏi về tiền đề rằng Quân lực Việt Nam Cộng hòa sẽ có thể bảo vệ đất nước của mình mà không cần sự giúp đỡ của Mỹ, đặc biệt là sau sự kiện Lam Sơn 719.
Sau Hiệp định Hòa bình Paris, chính quyền Nixon tuyên bố rằng "hòa bình trong danh dự" đã đạt được và nền độc lập của miền Nam Việt Nam đã được đảm bảo. Sau khi Sài Gòn sụp đổ, Nixon và Kissinger đổ lỗi cho sự thất bại của các hiệp định là do Quốc hội Hoa Kỳ từ chối tiếp tục hỗ trợ cho miền Nam Việt Nam - nói cách khác, đó là huyền thoại đâm sau lưng Việt Nam.
Nixon công khai tuyên bố rằng mục tiêu của ông từ hiệp định hòa bình là để miền Bắc Việt Nam công nhận quyền lựa chọn lãnh đạo của miền Nam Việt Nam bằng cách bầu cử dân chủ. Lý thuyết khoảng cách hợp lý cho rằng, một cách riêng tư, chính quyền Nixon không có kế hoạch cho việc duy trì miền Nam Việt Nam và chỉ quan tâm đến việc thả các tù binh Hoa Kỳ và duy trì một "khoảng thời gian hợp lý" trước khi miền Nam Việt Nam sụp đổ. Nếu một "khoảng thời gian hợp lý" trôi qua giữa việc rút quân của Mỹ và sự sụp đổ của chính phủ miền Nam Việt Nam, Nixon có thể tránh được trách nhiệm là tổng thống Mỹ đầu tiên thua trận.
Ý tưởng về khoảng cách hợp lý không xuất hiện công khai trong những năm Nixon tại vị và lần đầu tiên được đưa ra trong cuốn sách Decent Interval xuất bản năm 1977 của nhà phân tích CIA Frank Snepp. Tuy nhiên, Snepp không ủng hộ lý thuyết đầy đủ về việc cố ý bỏ rơi miền Nam Việt Nam, mà cho rằng Kissinger, Đại sứ Hoa Kỳ tại Việt Nam Graham Martin và những người khác đã có một kiểu suy nghĩ tự huyễn hoặc sau hiệp định Paris. Điều mà Snepp phẫn nộ nhất là sự rút quân vội vã của người Mỹ vào tháng 4 năm 1975, bỏ rơi nhiều đồng minh ở miền Nam Việt Nam và các tài sản tình báo chủ chốt. Snepp không tham gia vào các cuộc đàm phán cấp cao có thể đã đề cập đến chiến lược "khoảng cách hợp lý".

## Bằng chứng
Nhà sử học Ken Hughes đã viết, "Bằng chứng cho thấy Nixon và Kissinger sắp xếp thời gian rút quân cho cuộc bầu cử năm 1972 và thương lượng một "khoảng cách hợp lý" đến từ các nguồn cực kỳ phong phú và không thể phủ nhận - các băng ghi âm của Nixon và các bản ghi gần nguyên văn mà các trợ lý NSC đã thực hiện các cuộc đàm phán với các nhà lãnh đạo nước ngoài." Điều này bất chấp "việc con người không muốn đưa ra bằng chứng buộc tội bản thân", theo những giải thích của Hughes cũng là lý do mà nhiều chi tiết về chiến lược này không được biết đến.
Dấu hiệu đầu tiên của chiến lược này xuất hiện trong cuộn băng Nixon ngày 18 tháng 2 năm 1971, Kissinger nói rằng sau khi một hiệp định hòa bình được ký kết, "Những gì chúng ta có thể nói với người miền Nam Việt Nam - họ đã có một năm không có chiến tranh để chuẩn bị." Theo Hughes, tuyên bố chỉ ra rằng Kissinger đã nhận ra hòa bình sẽ không thể được duy trì. Vào ngày 19 tháng 3, Kissinger tuyên bố rằng "Chúng ta không thể đánh đổ nó — một cách tàn bạo — nói một cách tàn bạo — trước cuộc bầu cử", biện minh cho việc sắp xếp thời điểm rút quân cho cuộc bầu cử tổng thống Hoa Kỳ năm 1972. Nixon cũng có nghi ngờ riêng về chương trình Việt Nam hóa chiến tranh, mà ông chính thức tuyên bố là "một kế hoạch trong đó chúng ta sẽ rút toàn bộ lực lượng khỏi Việt Nam theo lịch trình phù hợp với chương trình của chúng ta, khi miền Nam Việt Nam trở nên đủ mạnh để bảo vệ tự do của họ" Hughes viết rằng tuyên bố của Nixon về Việt Nam hóa chiến tranh rõ ràng là sai sự thật và chương trình này là một "trò lừa đảo"
Trong cuộc gặp bí mật đầu tiên với Chu Ân Lai năm 1971, Kissinger giải thích rằng Hoa Kỳ muốn một cuộc rút lui toàn bộ, trao trả các tù nhân chiến tranh, và một thời gian ngừng bắn "18 tháng hoặc gì đó." Kissinger lưu ý rằng "Nếu chính phủ đó không được lòng dân như bạn nghĩ, lực lượng của chúng tôi rút lui càng nhanh chóng thì họ sẽ càng nhanh bị lật đổ. Và nếu họ bị lật đổ sau khi chúng tôi rút quân, chúng tôi sẽ không can thiệp." Trong các cuộc gặp sau đó, Kissinger sử dụng các cụm từ "reasonable interval", "sufficient interval", và "time interval" để nhắc tới thời gian cần thiết phải trôi qua để nếu có tấn công vào miền Nam thì Hoa Kỳ sẽ không can thiệp.
Trong các cuộc thảo luận với các nhà lãnh đạo Trung Quốc và Liên Xô, Kissinger tuyên bố rằng Hoa Kỳ sẽ không can thiệp sau hơn mười tám tháng kể từ khi dàn xếp. Một điểm quan trọng của cuộc đàm phán là nhượng bộ từ phía miền Bắc về yêu cầu từ chức đối với Tổng thống miền Nam Nguyễn Văn Thiệu; theo tình báo Hoa Kỳ, chính quyền miền Nam sẽ nhanh chóng sụp đổ nếu không có Nguyễn Văn Thiệu. Ngày 3 tháng 8 năm 1972, Nixon tuyên bố, "Tôi nghĩ rằng, theo quan điểm của tôi, thẳng thắn mà nói, chúng ta có thể ép Thiệu bất kỳ điều gì. Miền Nam Việt Nam có lẽ sẽ không bao giờ sống sót." Kissinger trả lời: "Ta phải tìm ra cách để duy trì thêm một hoặc hai năm nữa". Hai ngày trước khi hiệp định Hòa Bình Paris được ký kết theo đề nghị của trưởng phái đoàn Việt Nam Dân chủ Cộng hòa Lê Đức Thọ (ngày 8 tháng 10 năm 1972), Kissinger nói với Nixon hai lần rằng các điều khoản sẽ hủy diệt miền Nam Việt Nam: "Tôi cũng nghĩ rằng Thiệu đã đúng, các điều khoản của chúng ta sẽ hủy diệt ông ta.".

## Ủng hộ
Nhà sử học Jeffrey Kimball ủng hộ và giới thiệu khoảng cách hợp lý trong nhiều cuốn sách, trong đó có The Vietnam War Files (2004) và Nixon's Nuclear Specter (2015).  Kimball cho rằng chính quyền Nixon đã áp dụng chiến lược này kể từ nửa sau nhiệm kỳ đầu tiên của Nixon. Theo Hughes, Kimball là "học giả hàng đầu về khoảng cách hợp lý".
Trong cuốn sách Henry Kissinger and the American Century, Jeremi Suri viết: "Đến năm 1971, [Kissinger] và Nixon sẽ chấp nhận một 'khoảng cách hợp lý' giữa việc Mỹ rút quân và Bắc Việt tiếp quản ở miền Nam. Các cuộc đàm phán bí mật với Hà Nội sẽ cho phép Kissinger quản lý tiến trình này, duy trì hình ảnh sức mạnh và sự tin cậy của Mỹ."
Trong một bài báo năm 2003, nhà sử học Phần Lan Jussi Hanhimäki viết 
from the summer of 1971 to the conclusion of the Paris Agreements in January 1973 Kissinger tried to "sell" a peace agreement to his Soviet and Chinese interlocutors by stressing the American willingness to accept a "decent interval" solution: that is, the United States would not reenter the war provided  that  the  collapse  of  the  South  Vietnamese  government  did  not  occur immediately after the last US ground troops returned home.
(từ mùa hè năm 1971 đến khi ký kết Hiệp định Paris vào tháng 1 năm 1973 Kissinger cố gắng "bán" một hiệp định hòa bình cho những người đối thoại Liên Xô và Trung Quốc bằng cách nhấn mạnh rằng Mỹ sẵn sàng chấp nhận một giải pháp "khoảng cách hợp lý": đó là Hoa Kỳ sẽ không tái phát chiến tranh với điều kiện là sự sụp đổ của chính phủ miền Nam Việt Nam không xảy ra ngay sau khi những binh lính mặt đất cuối cùng của Hoa Kỳ trở về nước.)

Hughes chỉ trích kịch liệt chiến lược khoảng cách hợp lý: 
[Nixon]  forfeited  America’s geopolitical  credibility  abroad  to  maintain  his  political  credibility  at  home.  In  their  furtive negotiations for a "decent interval," Nixon and Kissinger revealed themselves to the Communists as craven  and  treacherous  in  their  relationship  with  a  supposed  ally.  They  showed  that  they  could accept the reality of defeat as long as they could avoid the appearance of it in the eyes of American voters... Nixon and Kissinger got the North to sign the Paris Accords in the first place by letting it know that it could conquer the South militarily as long as it waited an extra year or two.
([Nixon] đã đánh mất uy tín địa chính trị của Mỹ ở nước ngoài để duy trì uy tín chính trị của mình ở trong nước. Trong các cuộc đàm phán lén lút của họ để có một "khoảng cách hợp lý", Nixon và Kissinger đã hành xử trước những người Cộng sản như những kẻ hèn nhát và phản bội trong mối quan hệ của họ với một đồng minh. Họ đã cho thấy rằng họ có thể chấp nhận thực tế thất bại miễn là họ có thể tránh để nó xuất hiện trong mắt cử tri Mỹ... Nixon và Kissinger đã khiến miền Bắc ký Hiệp định Paris ngay từ đầu bằng cách cho họ biết rằng  họ có thể chinh phục miền Nam miễn là phải đợi thêm một hoặc hai năm.)

Theo nhà sử học Nhật Bản Yusuke Tega, viết vào năm 2012, khoảng cách hợp lý "đang trở thành cách giải thích tiêu chuẩn" vì trên thực tế, miền Nam Việt Nam đã sụp đổ vào năm 1975.

## Phản đối
Cả Kissinger và Nixon đều phủ nhận việc sử dụng chiến lược "khoảng cách hợp lý". Kissinger viết, "...cũng không chính xác rằng tất cả những gì chúng tôi tìm kiếm là một 'khoảng cách hợp lý' trước khi Sài Gòn sụp đổ. Tất cả chúng tôi, những người đàm phán thỏa thuận ngày 12 tháng 10 đều tin rằng chúng tôi đã kết thúc nỗi thống khổ của một thập kỷ không phải bằng một 'khoảng cách hợp lý' mà bằng một sự dàn xếp hợp lý." Tuy nhiên, cả hai đều có lợi ích trong việc giữ bí mật về "khoảng cách hợp lý".
Dựa trên những tài liệu mới được giải mật, năm 2001 Larry Berman đã viết một cuốn sách với tựa đề No Peace, No Honor trong đó ông cho rằng Nixon trên thực tế đã lên kế hoạch cho một cuộc chiến kéo dài dai dẳng ở Việt Nam, thay vì một khoảng cách hợp lý trước khi thất bại.

## Không rõ ràng
Luke Nichter, một nhà sử học từng nghiên cứu các cuốn băng ghi âm của Nixon, đã cho rằng, trước chuyến thăm của Nixon tới Trung Quốc đầu năm 1972, lý thuyết khoảng cách hợp lý không giải thích được thái độ dao động của Nixon và Kissinger đối với cuộc chiến (thái độ thay đổi liên tục tùy theo báo cáo tin tức và con số thương vong). Nichter viết, "đôi khi họ còn chẳng thiết nói về mong muốn có khoảng cách nào ngoài khoảng thời gian cần thiết để nhanh chóng rút quân và tù binh chiến tranh". Sau chuyến thăm Trung Quốc, họ có vẻ quan tâm hơn đến một khoảng cách hợp lý. Trong cuốn sách mang tên The Nixon Tapes, Nichter và các đồng tác giả phản đối "những học giả cho rằng chiến lược của Nixon và Kissinger chỉ đơn thuần là bảo đảm một khoảng cách hợp lý". Hughes coi đây là một sự trình bày sai bởi vì ông không biết bất kỳ học giả nào cho rằng khoảng cách hợp lý đặc trưng cho toàn bộ chiến lược của chính quyền.
Johannes Kadura lập luận rằng cả Nixon và Kissinger đồng thời duy trì một phương án A để tiếp tục hỗ trợ Sài Gòn và một phương án B để bảo vệ Washington nếu các kế hoạch thất bại. Theo Kadura, khái niệm "khoảng cách hợp lý" đã bị trình bày một cách sai lầm, theo nghĩa Nixon và Kissinger đã cố câu giờ, làm cho miền Bắc quay lui và duy trì một sự cân bằng lâu dài, không phải là họ chấp nhận sự sụp đổ của miền Nam.

### Chú giải
1. ↑  "The  proof  that  Nixon  and  Kissinger  timed  military  withdrawal  to  the  1972  election  and negotiated  a  "decent  interval"  comes  from  extraordinarily  rich  and  undeniable  sources—the  Nixon tapes  and  the  near-verbatim  transcripts  that  NSC  aides  made  of  negotiations  with  foreign  leaders."
2. ↑  "the normal human reluctance to produce self-incriminating evidence"
3. ↑  "What we can then tell the South Vietnamese—they’ve got a year without war to build up."
4. ↑  "We  can’t  have  it knocked over—brutally—to put it brutally—before the election"
5. ↑  "a plan in which we will withdraw all of our forces from Vietnam on a schedule in accordance with our program, as the South Vietnamese become strong enough to defend their own freedom"
6. ↑  "fraud"
7. ↑  "If the government is as unpopular as you seem to think, then the quicker our forces are withdrawn, the quicker it will be overthrown. And if it is overthrown after we withdraw, we will not intervene."
8. ↑  "I think we could take, in my view, almost anything, frankly, that we can force on Thieu. South Vietnam probably can never even survive anyway."
9. ↑  "We’ve got to find some formula that holds the thing together a year or two."
10. ↑  "I also think that Thieu is right, that our terms will eventually destroy him."
11. ↑  "the leading scholar of the 'decent interval'"
12. ↑  "By 1971 [Kissinger] and Nixon would accept a 'decent interval' between U.S. disengagement and a North Vietnamese takeover in the south. Secret talks with Hanoi would allow Kissinger to manage this process, preserving the image of American strength and credibility."
13. ↑  "Nor is it correct that all we sought was a 'decent interval' before a final collapse of Saigon. All of us who negotiated the agreement of October 12 were convinced that we had vindicated the anguish of a decade not by a 'decent interval' but by a decent settlement."
14. ↑  "at times they speak of desiring no interval at all other than the duration necessary to quickly withdraw troops and POWs"
15. ↑  "the tenor and content of their discussions seems much closer to support for the idea of a decent interval theory"
16. ↑  "scholars [who] argue that Nixon and Kissinger’s strategy in Vietnam was never more than securing a ‘decent interval'"
17. ↑  "simultaneously maintained a Plan A of further supporting Saigon and a Plan B of shielding Washington should their maneuvers prove futile."
18. ↑  "largely misrepresented"
19. ↑  "sought to gain time, make the North turn inward, and create a perpetual equilibrium"